# Leśnica (powiat wadowicki)
Leśnica – wieś w Polsce, położona w województwie małopolskim, w powiecie wadowickim, w gminie Stryszów, na pn. wsch. od Stronia, przy szosie Klecza – Brody.
W latach 1975–1998 miejscowość należała administracyjnie do województwa bielskiego.

## Integralne części wsi
| SIMC    | Nazwa       | Rodzaj    |
| ------- | ----------- | --------- |
| 0070740 | Budzowcówka | część wsi |
| 0070756 | Cyprówka    | część wsi |
| 0070762 | Kawówka     | część wsi |
| 0070779 | Madejówka   | część wsi |
| 0070785 | Nagłówka    | część wsi |
| 0070791 | Nogietówka  | część wsi |
| 0070800 | Oleksiówka  | część wsi |
| 0070816 | Pustki      | część wsi |
| 0070822 | Syberia     | część wsi |

## Historia
- Należała w XIV wieku do zamku barwałdzkiego, później do starostwa barwałdzkiego, od 1646 r. do lanckorońskiego, a po 1777 r. własność księżnej Franciszki Kurlandzkiej i jej potomków, z końcem XIX wieku drobna własność chłopska.